# Diorthus cinereus
Diorthus cinereus (лат.) — вид жуков-усачей из подсемейства собственно усачей.

## Описание
Жук длиной 14-32 мм.

## Биология
Кормовыми растениями личинок являются сал, кассия трубчатая, маллотус филиппинский, Acacia leucophloea, Albizia odoratissima, Anogeissus latifolia, Dalbergia fusca, Dalbergia sissoo, Hardwickia binata, Heritiera fomes, Lannea coromandelica, Quercus incana и Scutia myrtina.

## Распространение
Распространён в Индии, Иране, Лаосе, Мавритании, Мьянме, Пакистане, Танзании, Таиланде, Саудовской Аравии, Шри-Ланке и на острове Ява.